# Jan Bednarek
Jan Kacper Bednarek (Słupca, 1996. április 12. –) lengyel válogatott labdarúgó, az angol Aston Villa hátvédje kölcsönben a Southampton csapatától.

## Pályafutása

### Klubcsapatban
A Lech Poznań felnőtt csapatában 17 évesen, 2013-ban mutatkozott be egy Piast Gliwice elleni bajnoki mérkőzés alkalmával. A Lech színeiben 2013 és 2017 között 31 alkalommal játszott és 1 gólt szerzett. A 2015–16-os szezonban kölcsönben szerepelt a Górnik Łęcznaban, ahol 17 mérkőzésen lépett pályára.
2017. július 1-jén 5 éves szerződést kötött a Southampton csapatával. Első mérkőzését 2018. április 14-én játszotta a Chelsea ellen.

### A válogatottban
2016 óta 8 alkalommal lépett pályára a lengyel U21-es válogatottban. A lengyel válogatottban 2017. szeptember 4-én debütált egy Kazahsztán elleni 3–0-s győzelem alkalmával.
Nevezték a 2018-as világbajnokságon részt vevő válogatott 23-as keretébe.

## Statisztikák
2022. május 26. szerint
| Klub             | Szezon        | Osztály        | Bajnokság | Bajnokság | Kupa  | Kupa | Nemzetközi | Nemzetközi | Összesen | Összesen |
| Klub             | Szezon        | Osztály        | Meccs     | Gól       | Meccs | Gól  | Meccs      | Gól        | Meccs    | Gól      |
| ---------------- | ------------- | -------------- | --------- | --------- | ----- | ---- | ---------- | ---------- | -------- | -------- |
| Lech Poznań      | 2013–14       | Ekstraklasa    | 2         | 0         |       |      | -          | -          | 2        | 0        |
| Lech Poznań      | 2014–15       | Ekstraklasa    | 2         | 0         | 2     | 0    | -          | -          | 4        | 0        |
| Górnik Łęczna () | 2015–16       | Ekstraklasa    | 17        | 0         | 1     | 0    | -          | -          | 18       | 0        |
| Lech Poznań      | 2016–17       | Ekstraklasa    | 27        | 1         | 7     | 0    | -          | -          | 34       | 1        |
| Lech Poznań      | Összesen Lech | Összesen Lech  | 31        | 1         | 9     | 0    | 0          | 0          | 40       | 1        |
| Southampton      | 2017/18       | Premier League | 5         | 1         | 3     | 0    | -          | -          | 7        | 1        |
| Southampton      | 2018/19       | Premier League | 25        | 0         | 2     | 0    | -          | -          | 25       | 0        |
| Southampton      | 2019/20       | Premier League | 34        | 1         | 5     | 0    | -          | -          | 36       | 1        |
| Southampton      | 2020/21       | Premier League | 36        | 1         | 6     | 0    | -          | -          | 41       | 1        |
| Southampton      | 2021/22       | Premier League | 11        | 1         | 2     | 0    | -          | -          | 13       | 1        |
| Southampton      | Összesen      | Összesen       | 111       | 4         | 19    | 0    | 0          | 0          | 120      | 4        |
| Összesen         | Összesen      | Összesen       | 159       | 5         | 28    | 0    | 0          | 0          | 187      | 5        |

### A válogatottban
| Válogatott    | Év       | Pályára lépés | Gól |
| ------------- | -------- | ------------- | --- |
| Lengyelország | 2017     | 1             | 0   |
| Lengyelország | 2018     | 11            | 1   |
| Lengyelország | 2019     | 9             | 0   |
| Lengyelország | 2020     | 6             | 0   |
| Lengyelország | 2021     | 10            | 0   |
| Lengyelország | 2022     | 9             | 0   |
| Lengyelország | 2023     | 4             | 0   |
| Összesen      | Összesen | 50            | 1   |

#### Góljai a válogatottban
| # | Időpont          | Helyszín                                | Ellenfél | Gólok | Eredmény | Kiírás     |
| - | ---------------- | --------------------------------------- | -------- | ----- | -------- | ---------- |
| 1 | 2018. június 28. | Volgográd Aréna, Volgográd, Oroszország | Japán    | 1–0   | 1–0      | 2018-as VB |

## Sikerei, díjai
Lech Poznan
- Lengyel bajnok (2): 2014–15
- Lengyel szuperkupa (1): 2015

## Külső hivatkozások
- Jan Bednarek adatlapja a National-Football-Teams.com oldalon (angolul)

- Jan Bednarek (lengyel nyelven). 90minut.pl
- Jan Bednarek (francia nyelven). FootballDatabase.eu
- Jan Bednarek (angol nyelven). soccerway.com
- Jan Bednarek (francia nyelven). scoresway.com. [2018. június 18-i dátummal az eredetiből archiválva]. (Hozzáférés: 2018. június 18.)